# 牧村憲一
牧村 憲一（まきむら けんいち、1946年11月3日 - ）は、日本の音楽プロデューサー。昭和音楽大学講師。

## 略歴
東京都渋谷区出身。早稲田大学法学部在学中の1968年、音楽サークル“グリー・クラブ”の先輩三浦光紀のキングレコード就職に伴い、私設アシスタントとして音楽業界に身を投じる。無給だったため、1970年頃、小室等の事務所に預けられ、六文銭のマネージメントを担当する。
1970年、「中津川フォークジャンボリー」の実行委員となり、東京のアーティストのブッキングを担当する。
1971年、後藤由多加に誘われ、ユイ音楽工房の設立に参加する。同事務所では、かぐや姫を担当する。『神田川』がディレクターとして最初に成功した楽曲となる。しかし、日本のフォークが嫌になり、大森昭男のONアソシエイツに移籍する。
CM音楽制作にあたり、三浦から聴かされていた大瀧詠一を大森に推薦する。大瀧がコーラスに連れてきたシュガー・ベイブに注目し、シュガー・ベイブとセンチメンタル・シティ・ロマンスのマネージメントとプロモーションをする会社“アワ・ハウス”を興すが、シュガー・ベイブが突然解散することになり、山下達郎・大貫妙子をソロ・デビューさせる。山下『CIRCUS TOWN』、大貫『Grey Skies』・『SUNSHOWER』を制作するも、資金が底をつき“アワ・ハウス”は倒産する。その後、新宿ロフトの“ロフト・レーベル”に協力しているときに知り合った川原伸司から、杉真理のバックコーラスをしていた竹内まりやを紹介される。竹内のアルバム『BEGINNING』・『UNIVERSITY STREET』・『LOVE SONGS』のプロデュースを担当する。
1980年代に入ると、細野晴臣が主宰するノン・スタンダード・レーベルでディレクターとして活動し、小西康陽率いるピチカート・ファイヴや鈴木惣一朗率いるワールドスタンダードらを輩出。
その後ポリスターに移籍し、1980年代の終わりから90年代にかけてフリッパーズ・ギターやL⇔Rを世に送り出した。その後はフリーとして活動。
2007年から2013年まで昭和音楽大学非常勤講師を務める。2014年、音学校を開講。
2017年から、レーベル「緩やかなレーベル」を主宰。

## 著書
- 未来型サバイバル音楽論―USTREAM、twitterは何を変えたのか（2010年、中央公論新社）※津田大介との共著
- ニッポン・ポップス・クロニクル 1969-1989（2013年、東京ニュース通信社）
- 「ヒットソング」の作りかた―大滝詠一と日本ポップスの開拓者たち（2016年、NHK出版）
- 渋谷音楽図鑑（2017年、太田出版）※柴那典、藤井丈司との共著
- 牧村憲一発言集成 1976-2021（2022年、N4書房）